# River Lickle
Der River Lickle ist ein Fluss im Lake District, Cumbria, England. Der River Lickle entsteht zwischen dem White Pike im Osten und dem Pikes im Westen und fließt in südlicher Richtung. Der Fluss mündet westlich von Broughton-in-Furness in den River Duddon.